# 4. U-Flottille
Die 4. U-Flottille (4. Unterseebootflottille) war ein militärischer Verband der Kriegsmarine im Zweiten Weltkrieg, bei welcher bis 1944 hauptsächlich die Unterseeboote der U-Boot-Klassen IX,  X, VII, XIV und zusätzlich ab 1944 die Unterseeboote der Typen XXI und XXIII zur Ausbildung kamen. – Die IV. U-Flottille der Kaiserlichen Marine lag in Emden.

## Geschichte
Die Flottille wurde im Mai des Jahres 1941 in Stettin unter dem Kommando von Kapitänleutnant Werner Jacobesen als reine Ausbildungsflottille gegründet. Als erstes Unterseeboot wurde das Typ-IX-C-Boot U 129 unter Kapitänleutnant Nikolai Asmus Clausen am 21. Mai 1941, während das letzte Boot U 3034 unter Oblt Wilhelm Prehn am 31. März 1945 der Flottille unterstellt wurde. Einige der bekanntesten U-Boote der Flottille waren Krvkpt Werner Hartensteins U 156, Kptlt Erich Würdemanns U 506 und Korvettenkapitän Harro Schachts U 507. Alle drei Boote waren an der größten Seerettungsoperation des Zweiten Weltkrieges, der Rettung der Überlebenden des britischen Truppentransporters Laconia beteiligt, das später zum Laconia-Befehl führen sollte.
Die Flottille führte, anders als andere Front- und Ausbildungsflottillen, kein Flottillenzeichen. Nach der bedingungslosen Kapitulation der Wehrmacht am 8. Mai 1945 wurde die 4. U-Flottille mit den anderen Flottillen aufgelöst.

## Flottillenchefs
- Kapitänleutnant Werner Jacobsen: Mai 1941 bis August 1941
- Kapitänleutnant/Korvettenkapitän/Fregattenkapitän Fritz Frauenheim (in Vertretung): Juli 1941 bis Juli 1941 (ehemaliger Kommandant von U 21 und U 101)
- Korvettenkapitän/Fregattenkapitän Heinz Fischer: August 1941 bis Mai 1945 (ehemaliger Kommandant von U 26 und U 29)

## Unterstellte U-Boote
Der Flottille unterstanden von 1941 bis 1945 insgesamt 279 Einheiten.
| Klasse        | U-Boote |
| ------------- | --- |
| IX A          | U 37, U 38 waren nur Erprobungsboote |
| IX C          | U 129 (U-Boot, 1941), U 130, U 131, U 153, U 154, U 156, U 157, U 158, U 159, U 160, U 161, U 162, U 163, U 164, U 165, U 166, U 171, U 172, U 173, U 174, U 175, U 176, U 504, U 505, U 506, U 507, U 508, U 509, U 510, U 511, U 512, U 513, U 514, U 515, U 516, U 517, U 518, U 519, U 520, U 521, U 522, U 523, U 524 |
| IX C/40       | U 167, U 168, U 169, U 170, U 183, U 184, U 185, U 186, U 187, U 188, U 189, U 190, U 191, U 192, U 193, U 194, U 525, U 526, U 527, U 528, U 529, U 530, U 531, U 532, U 533, U 534, U 535, U 536, U 537, U 538, U 539, U 540, U 541, U 542, U 543, U 544, U 545, U 546, U 547, U 548, U 549, U 550, U 801, U 802, U 803, U 804, U 805, U 806, U 841, U 842, U 843, U 844, U 845, U 846, U 853, U 854, U 855, U 856, U 857, U 858, U 865, U 866, U 867, U 868, U 869, U 870, U 877, U 878, U 879, U 880, U 881, U 889, U 1221, U 1222, U 1223, U 1234 |
| IX D1 & IX D2 | U 180, U 195, U 177, U 178, U 179, U 181, U 182, U 196, U 197, U 198, U 199, U 200, U 847, U 848, U 849, U 850, U 851, U 852, U 859, U 860, U 861, U 862, U 863, U 864, U 871, U 872, U 873, U 874, U 875, U 876 |
| X B           | U 118, U 119, U 219, U 220, U 233 |
| XIV           | U 459, U 460, U 461, U 462, U 463, U 464, U 487, U 488, U 489, U 490 |
| VII C         | U 351, U 370, U 475, U 579, U 821, U 822, U 901, U 925, U 926, U 927, U 928 |
| VII C/41      | U 317, U 318, U 319, U 320, U 321, U 322, U 323, U 324, U 325, U 326, U 327, U 328, U 929, U 930, U 1301, U 1302, U 1303, U 1304, U 1305, U 1305, U 1306, U 1307, U 1308 |
| XXI           | U 3001, U 3002, U 3003, U 3004, U 3005, U 3006, U 3007, U 3008, U 3009, U 3010, U 3011, U 3012, U 3013, U 3014, U 3015, U 3016, U 3017, U 3018, U 3019, U 3020, U 3021, U 3022, U 3023, U 3024, U 3025, U 3026, U 3027, U 3028, U 3029, U 3030, U 3031, U 3032, U 3033, U 3034, U 3035, U 3037, U 3038, U 3039, U 3040, U 3041, U 3044 |
| XXIII         | U 2321, U 2322, U 2323, U 2324, U 2325, U 2325, U 2326, U 2327, U 2328, U 2329, U 2330, U 2331, U 2332, U 2332, U 2333, U 2334, U 2335, U 2336, U 2337, U 2338, U 2339, U 2340, U 2341, U 2342, U 2343, U 2344, U 2345, U 2346, U 2347, U 2348, U 2349, U 2350, U 2351, U 2352, U 2353, U 2354, U 2355, U 2356, U 2357, U 2358, U 2359, U 2360, U 2361, U 2362, U 2363, U 2364, U 2365, U 2366, U 2367, U 2368, U 2369, U 2371 |